# 拉貝河畔蒂內茨

拉貝河畔蒂內茨是捷克的城鎮，位於該國北部易北河畔，距離科林約12公里，由中波希米亞州負責管轄，面積15.69平方公里，海拔高度238米，2011年人口2,051。

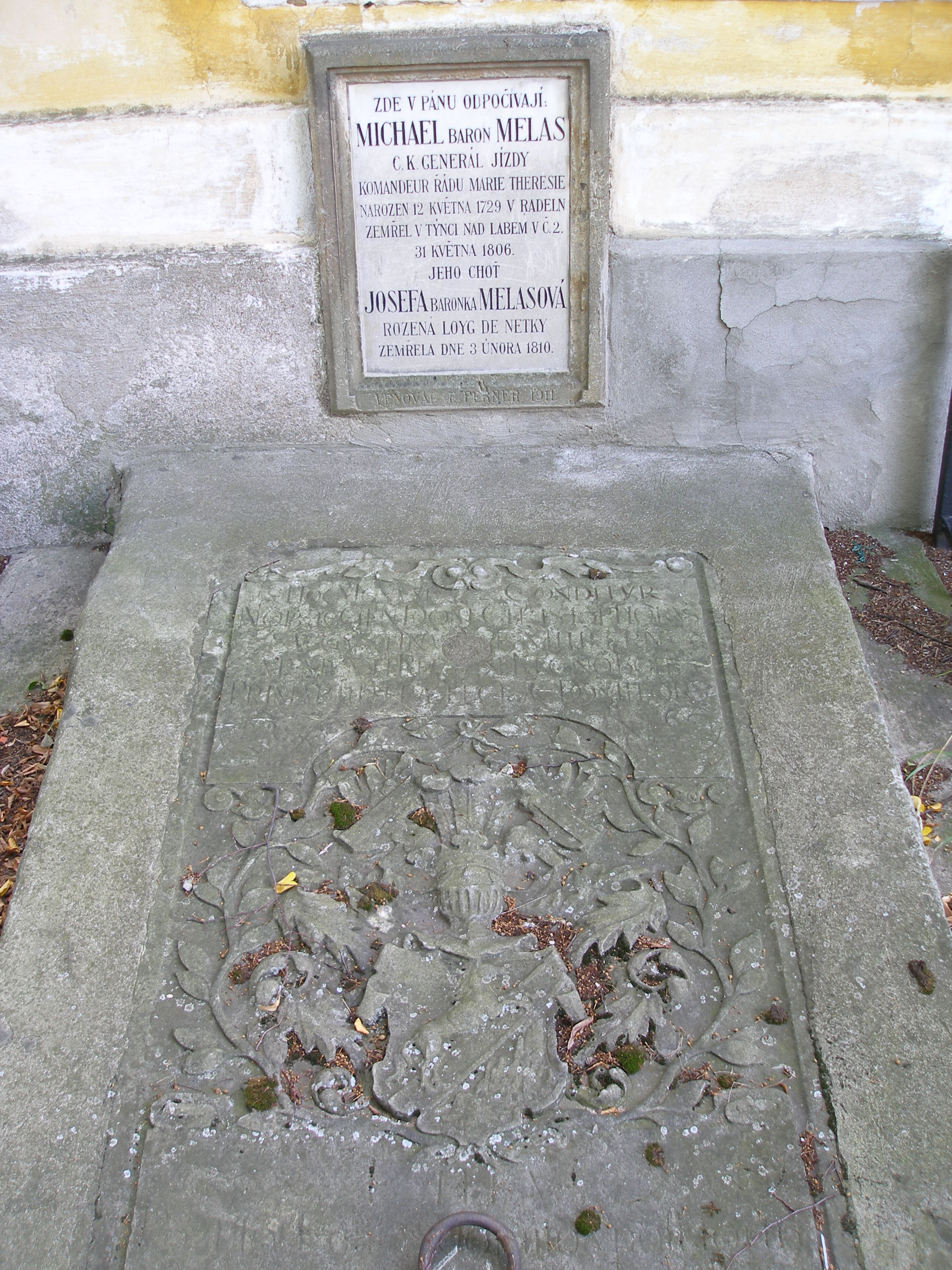
Michael von Melas的墓碑

## 外部連結
- Municipal website